# IEEE 802.15.4
IEEE 802.15.4는 물리 계층(PHY)과 미디어 액세스 콘트롤 계층(MAC)을 정의하는 표준으로서, 저속도 무선 개인 통신망(Low Rate Wireless Personal Area Networks, LR-WPANs)를 위한 표준 가운데 하나이다. IEEE 802.15 워킹 그룹이 관리하고 있다. 대표적 이름은 지그비 Zigbee이다.
IEEE 802.15.4는 직비, 와이어리스하트(WirelessHART), 마이와이(MiWi) 표준의 기저 계층이 되었다. 앞서 말한 표준 각각은 IEEE 802.15.4-2006표준이 커버하고 있지 않은 상위 프로토콜 스택을 정의함으로써 완전한 통신망 솔루션을 제공하고자 하고 있다. 한편 IEEE 802.15.4-2006을 가지고 6LoWPAN(소위, 센서 네트워크와 IPv6 네트워크를 직접 연동하는 기술)과 표준 인터넷 프로토콜과 함께 써서, 이른바 와이어리스 임베디드 인터넷(Wireless Embedded Internet)을 만들 수 있기도 하다.

## 개관
IEEE 표준 802.15.4는 무선 개인 통신망(WPAN)의 기본적인 하위 네트워크 계층을 제공하기 위해 제정되었다. 특히, 장치간의 저가격, 저속도 유비퀴터스 통신을 지향하였다. (대조적으로, 최종 사용자를 염두에 둔 표준으로 Wi-Fi가 있다. ) 거의 갖추고 있는 인프라스트럭쳐 없이도, 서로 가까운 거리에 있는 장치끼리 저가격으로 통신을 할 수 있다는 점을 강조하였다. 게다가 저전력 소비까지도 염두에 두었다.
기본 프레임워크는 10 미터 거리 내, 대략 250 kbit/s 전송 속도를 전제조건으로 하였다. 한 종류만의 물리 계층(physical layer)만 아닌 여러 종류의 물리 계층을 정의해두었다. 더 적은 전력소모를 요구하는 임베디드 시스템에 대해 트레이드오프를 하고자 물리 계층을 여러 개 정의한 것이었다.  최초의 스펙에서는 트랜스퍼 레이트가 약 20, 40 kbit/s 인 저속 스펙이 포함되었다. 현재 버전에서는 트랜스퍼 레이트가 약 100 kbit/s인 스펙이 추가되었다.
저전력소모 스펙에서는 이것들보다 더 낮은 트랜스퍼 레이트도 고려될 수 있다. 한데, 앞서 말했듯이, WPAN 표준 중 802.15.4만이 가지고 있는 특징은 극도로 저렴한 제조 단가를 추구한다는 것이며, 기술적으로 단순함을 추구하는 것인데, 단, 이는 기술적 유연성과 일반성을 해치지 않는 범위 내에서 이루어져야 할 것이다.
IEEE 802.15.4에 들어간 중요한 특징들은, 리얼 타임 응용에 적합하도록 타임 슬롯(guaranteed time slot)을 예약하는 기능, CSMA/CA을 이용한 콜리전 어보이던스, 보안성 있는 통신 지원 등이 되겠다. 또한, 제조사는 디바이스에 링크 퀄리티나 에너지 디텍션 등과 같은 전력 관리 기능을 포함시킬 수 있다.
IEEE 802.15.4 디바이스는 세 가지 가능한 무선 주파수 대역 중 하나를 골라 작동한다. PHY는 2450MHz(2400-2483.5), 868MHz(868-868.6), 915MHz(902-928)에서 동작한다.

## 프로토콜 구조

IEEE 802.15.4 프로토콜 스택

각 장치들은 개념적으로는 단순한 무선 네트워크 상에서 상호 통신한다. 네트워크 계층의 정의는 OSI 모델에 기반하고 있다. 비록 IEEE 802.15.4가 표준 문서에서는 하위 계층만을 정의하고 있으며, 상위 계층과의 상호 작용을 염두에 두고 그것을 정의하고 있으나, 프로토콜 사용자는 컨버전스 서브레이어를 통해 MAC에 접근하는 IEEE 802.2 로지컬 링크 콘트롤 서브레이어를 선택적으로 사용할 수 있다.

## 같이 보기
- IEEE 802.15
- 직비
- 블루투스
- 무선 개인 통신망
- 센서 네트워크